# Morti l'8 novembre
| Questa pagina contiene informazioni ricavate automaticamente dalle voci biografiche con l'ausilio del template Bio e di un bot. L'aggiornamento è periodico e automatico e ricostruisce completamente la pagina. Se manca una persona in questa lista, sei pregato di non aggiungerla, ma accertati piuttosto che la sua voce biografica contenga il template Bio e che i dati anagrafici siano correttamente compilati. Se il template Bio manca, inseriscilo tu stesso o, in alternativa, metti l'avviso {{tmp\|Bio}} che ne segnala la mancanza. Se i dati riportati sono sbagliati, correggi direttamente la voce biografica; le modifiche saranno visibili in questa lista entro pochi giorni. Per chiarimenti vedi il progetto biografie. La lista contiene solo le 519 persone che sono citate nell'enciclopedia e per le quali è stato implementato correttamente il template Bio. Pagina aggiornata al 1 ago 2025. |

## IV secolo(1)
- 397 - Martino di Tours, vescovo e militare romano

## VII secolo(1)
- 618 - Papa Adeodato I, papa, vescovo e santo

## VIII secolo(1)
- 789 - Villeado di Brema, vescovo britannico

## X secolo(3)
- 955 - Papa Agapito II, papa e cardinale italiano
- 974 - Fujiwara no Yoshitaka, poeta giapponese (n. 954)
- 977 - Ibn al-Qūṭiyya, filosofo, poeta e storico spagnolo

## XII secolo(6)
- 1111 - Ottone II d'Asburgo, conte austriaco
- 1115 - Goffredo di Amiens, vescovo, abate e santo francese (n. 1066)
- 1122 - Ilghazi ibn Artuq, condottiero turco
- 1178 - Ildebrando Grassi, cardinale italiano
- 1194 - Bernardo II, vescovo cattolico italiano
- 1195 - Corrado Hohenstaufen, nobile tedesco

## XIII secolo(6)
- 1219 - Gervasio di Costantinopoli, patriarca cattolico italiano
- 1226 - Luigi VIII di Francia, re francese (n. 1187)
- 1234 - Bahāʾ al-Dīn ibn Šaddād, giurista e storico curdo (n. 1145)
- 1246 - Berenguela di Castiglia, regina (n. 1180)
- 1289 - Bongiovanni Fissiraga, vescovo cattolico italiano
- 1290 - Bartolomeo I della Scala, vescovo cattolico italiano

## XIV secolo(5)
- 1308 - Duns Scoto, filosofo e teologo scozzese
- 1365 - Niccolò Acciaiuoli, politico italiano (n. 1310)
- 1388 - Pierre Aycelin de Montaigut, vescovo francese
- 1392 - Bertrand Lagier, cardinale e vescovo cattolico francese (n. 1320)
- 1400 - Pietro di Sicilia, principe (n. 1398)

## XV secolo(3)
- 1494 - Melozzo da Forlì, pittore e architetto italiano (n. 1438)
- 1495 - Andrea Guazzalotti, medaglista italiano (n. 1435)
- 1499 - Camillo Boiardo, nobile italiano (n. 1480)

## XVI secolo(15)
- 1511 - Kemal Reis, ammiraglio ottomano (n. 1451)
- 1517 - Francisco Jiménez de Cisneros, cardinale, arcivescovo cattolico e politico spagnolo (n. 1436)
- 1520 - Erik Johansson Vasa, nobile svedese (n. 1470)
- 1527 - Hieronymus Emser, teologo e umanista tedesco (n. 1477)
- 1553 - Ambrogio Catarino Politi, giurista, teologo e arcivescovo cattolico italiano (n. 1484)
- 1555 - Gian Giacomo Medici, nobile e condottiero italiano (n. 1495)
- 1559 - Diana Folch de Cardona, nobile italiana (n. 1531)
- 1561 - Ippolito Costa, pittore italiano (n. 1506)
- 1575 - Corneille de Lyon, pittore olandese
- 1580 - Iseppo da Porto, politico italiano
- 1584 - Ashina Moritaka, militare giapponese (n. 1561)
- 1586 - John Spencer, politico e nobile inglese (n. 1524)
- 1589 - Prospero Santacroce, cardinale italiano (n. 1514)
- 1599 - Francisco Guerrero, compositore spagnolo (n. 1528)
- 1600 - Natsuka Masaie, militare giapponese (n. 1562)

## XVII secolo(19)
- 1604 - Chiara Matraini, poetessa italiana (n. 1515)
- 1605 - Robert Catesby, politico britannico (n. 1572)
- 1605 - Thomas Percy, politico inglese (n. 1560)
- 1606 - Girolamo Mercuriale, medico e filosofo italiano (n. 1530)
- 1607 - Elisabetta di Anhalt-Zerbst, principessa (n. 1563)
- 1621 - Gerolamo Bassano, pittore italiano (n. 1566)
- 1627 - Luigi II di Nassau-Weilburg, nobile tedesco (n. 1565)
- 1628 - Baldassare Croce, pittore italiano (n. 1558)
- 1631 - Ashina Morishige, militare giapponese (n. 1575)
- 1633 - Cristiano di Brunswick-Lüneburg, principe (n. 1566)
- 1633 - Xu Guangqi, funzionario, matematico e agronomo cinese (n. 1562)
- 1650 - Camillo II Gonzaga, nobile italiano (n. 1581)
- 1657 - Elia Naurizio, pittore italiano (n. 1589)
- 1658 - Witte de With, ammiraglio olandese (n. 1599)
- 1669 - Pasquale Malaspina, nobile italiano (n. 1622)
- 1670 - Emmanuele di Anhalt-Köthen, nobile tedesco (n. 1631)
- 1674 - John Milton, scrittore, poeta e filosofo inglese (n. 1608)
- 1675 - Allart van Everdingen, pittore olandese (n. 1621)
- 1689 - Ignazio Moncada, nobile e politico italiano (n. 1619)

## XVIII secolo(12)
- 1719 - Michel Rolle, matematico francese (n. 1652)
- 1721 - Catharina Margaretha Linck, prussiana (n. 1687)
- 1739 - Vasilij Lukič Dolgorukov, politico, diplomatico e nobile russo (n. 1672)
- 1739 - Anselmo Francesco di Thurn und Taxis, principe (n. 1681)
- 1745 - Maria Crocifissa Satellico, religiosa italiana (n. 1706)
- 1773 - Friedrich Wilhelm von Seydlitz, generale prussiano (n. 1721)
- 1776 - Karl Gotthelf von Hund, nobile tedesco (n. 1722)
- 1778 - Casimira di Anhalt-Dessau, nobile (n. 1749)
- 1780 - Elia Lauricella, religioso italiano (n. 1707)
- 1789 - Giovanni Antonio Battarra, naturalista e micologo italiano (n. 1714)
- 1793 - Marie-Jeanne Roland de la Platière, nobildonna francese (n. 1754)
- 1800 - Maria Maddalena Morelli, poetessa italiana (n. 1727)

## XIX secolo(48)
- 1817 - Andrea Appiani, pittore italiano (n. 1754)
- 1821 - Jean Rapp, generale francese (n. 1771)
- 1825 - José Justo Salcedo y Arauco, ammiraglio spagnolo (n. 1753)
- 1828 - Thomas Bewick, incisore inglese (n. 1753)
- 1830 - Francesco I delle Due Sicilie, re (n. 1777)
- 1830 - Sil'vestr Feodosievič Ščedrin, pittore russo (n. 1791)
- 1832 - Pietro Generali, compositore italiano (n. 1773)
- 1833 - Maximilian Stadler, abate, compositore e musicologo austriaco (n. 1748)
- 1835 - Giuliano de Fazio, architetto e ingegnere italiano (n. 1773)
- 1839 - Carlo Maria Viganoni, pittore italiano (n. 1786)
- 1840 - Felix Grundy, politico statunitense (n. 1777)
- 1853 - Francesco Barberini, VI principe di Palestrina, principe, militare e politico italiano (n. 1772)
- 1854 - Maddalena Pelzet, attrice teatrale italiana (n. 1801)
- 1858 - Benjamin Franklin Butler, politico statunitense (n. 1795)
- 1859 - Pierre Claude François Delorme, pittore e incisore francese (n. 1783)
- 1859 - Enrico XX di Reuss-Greiz, principe (n. 1794)
- 1864 - Juan Van Halen, generale spagnolo (n. 1788)
- 1867 - Luigi Cossa, incisore e medaglista italiano (n. 1789)
- 1867 - Rosa Donato, rivoluzionaria italiana (n. 1808)
- 1868 - Jacques Félix Auguste Lepic, generale francese (n. 1812)
- 1871 - Charles Francis Hall, esploratore statunitense (n. 1821)
- 1872 - Enrico Serpieri, patriota, politico e imprenditore italiano (n. 1809)
- 1873 - Meir Marim, rabbino bielorusso
- 1876 - Henry Clark Barlow, scrittore e viaggiatore britannico (n. 1806)
- 1876 - Maria Vittoria dal Pozzo della Cisterna, regina (n. 1847)
- 1876 - Giles Alexander Smith, generale statunitense (n. 1829)
- 1876 - Antonio Tamburini, basso-baritono italiano (n. 1800)
- 1877 - Amalia Augusta di Baviera, regina (n. 1801)
- 1877 - Antonio Cima, fisico italiano (n. 1812)
- 1878 - Hermann Goedsche, scrittore e agente segreto tedesco (n. 1815)
- 1880 - Leonhard von Spengel, filologo classico tedesco (n. 1803)
- 1883 - Isidore Dagnan, pittore francese (n. 1788)
- 1883 - Pietro Luchini, pittore italiano (n. 1799)
- 1884 - Henri Félix Emmanuel Philippoteaux, pittore francese (n. 1815)
- 1885 - John Edward McCullough, attore teatrale irlandese (n. 1832)
- 1887 - Doc Holliday, pistolero statunitense (n. 1851)
- 1887 - Henri Roussel de Courcy, militare francese (n. 1827)
- 1889 - Gaetano La Loggia, medico e politico italiano (n. 1808)
- 1889 - Wilhelm von Abbema, pittore e incisore tedesco (n. 1812)
- 1890 - Moritz Esterházy de Galantha, diplomatico e nobile austriaco (n. 1807)
- 1890 - César Franck, compositore e organista belga (n. 1822)
- 1890 - Marie-Clotilde-Élisabeth Louise de Riquet, pianista e nobildonna belga (n. 1837)
- 1890 - Karl von Vogelsang, giornalista tedesco (n. 1818)
- 1893 - Francesco Genala, politico e giurista italiano (n. 1843)
- 1893 - Francis Parkman, storico e docente statunitense (n. 1823)
- 1894 - Louis Figuier, scrittore e divulgatore scientifico francese (n. 1819)
- 1894 - King Kelly, giocatore di baseball e allenatore di baseball statunitense (n. 1857)
- 1900 - Rajinder Singh, principe indiano (n. 1872)

## XX secolo(254)
- 1901 - Mary Ann Bickerdyke, infermiera statunitense (n. 1817)
- 1902 - Lucio Fiorentini, giornalista, prefetto e politico italiano (n. 1829)
- 1903 - Vasilij Vasil'evič Dokučaev, geografo russo (n. 1846)
- 1904 - Catharine Ann Fish Stebbins, attivista e docente britannica (n. 1823)
- 1905 - Viktor Ėl'pidiforovič Borisov-Musatov, pittore russo (n. 1870)
- 1907 - Carl Bovallius, naturalista, esploratore e archeologo svedese (n. 1849)
- 1907 - Marie Sasse, soprano belga (n. 1834)
- 1908 - William Edward Ayrton, fisico e ingegnere britannico (n. 1847)
- 1908 - Victorien Sardou, drammaturgo francese (n. 1831)
- 1908 - Carl Friedrich Schmidt, geologo, paleontologo e botanico estone (n. 1832)
- 1908 - Eduard Wölfflin, filologo classico e latinista svizzero (n. 1831)
- 1909 - Charles Bordes, compositore francese (n. 1863)
- 1910 - Gaetano Marzotto, imprenditore e politico italiano (n. 1820)
- 1910 - Adeline Plunkett, ballerina belga (n. 1824)
- 1911 - Samuel Wilks, medico e biografo britannico (n. 1824)
- 1913 - John Belcher, architetto inglese (n. 1841)
- 1914 - Tim Boyd, golfista statunitense (n. 1861)
- 1914 - Alessandro D'Ancona, storico della letteratura, filologo e giornalista italiano (n. 1835)
- 1914 - Giovanni Battista Figari, imprenditore italiano (n. 1840)
- 1914 - Gaspare Finali, letterato, patriota e politico italiano (n. 1829)
- 1914 - Charles Barrett Lockwood, chirurgo e anatomista britannico (n. 1856)
- 1916 - Cai E, generale, politico e rivoluzionario cinese (n. 1882)
- 1916 - Ernst Möller, calciatore tedesco (n. 1891)
- 1917 - Milutin Bojić, poeta, drammaturgo e critico letterario serbo (n. 1892)
- 1917 - Adolph Wagner, economista tedesco (n. 1835)
- 1918 - Vittorio Luigi Alfieri, generale e politico italiano (n. 1863)
- 1919 - Vasilij Bezekirskij, violinista e docente russo (n. 1835)
- 1919 - Ernst Rudolf Bierling, giurista tedesco (n. 1841)
- 1920 - Abraham Kuyper, politico e teologo olandese (n. 1837)
- 1920 - Semën An-skij, scrittore, drammaturgo e giornalista russo (n. 1863)
- 1920 - Guglielmo Malatesta, pistard italiano (n. 1891)
- 1921 - Enrico Cruciani Alibrandi, ingegnere e politico italiano (n. 1839)
- 1921 - Pavol Országh Hviezdoslav, drammaturgo, traduttore e poeta slovacco (n. 1849)
- 1921 - Carlo I di Löwenstein-Wertheim-Rosenberg, nobile tedesco (n. 1834)
- 1921 - Antonio Roiti, fisico italiano (n. 1843)
- 1922 - Cesare Dondini jr., attore italiano (n. 1861)
- 1922 - Giacomo Malvano, diplomatico e politico italiano (n. 1841)
- 1922 - Walter McCreery, giocatore di polo statunitense (n. 1871)
- 1923 - Alfhild Agrell, attrice e scrittrice svedese (n. 1849)
- 1923 - Fusakichi Omori, geofisico e sismologo giapponese (n. 1868)
- 1924 - Sergej Michajlovič Ljapunov, compositore e pianista russo (n. 1859)
- 1924 - Mike Merlo, politico e mafioso italiano (n. 1880)
- 1925 - Ugo Gheduzzi, pittore italiano (n. 1853)
- 1926 - James Keteltas Hackett, attore teatrale statunitense (n. 1869)
- 1927 - Alberto Giordani, calciatore italiano (n. 1899)
- 1928 - Mattia Battistini, baritono italiano (n. 1856)
- 1929 - Albert Shepherd, calciatore inglese (n. 1885)
- 1930 - Clare Eames, attrice statunitense (n. 1894)
- 1930 - Vincenzo Saporito, politico italiano (n. 1849)
- 1931 - Gesualdo Clementi, chirurgo italiano (n. 1846)
- 1931 - Leopold Engel, scrittore russo (n. 1858)
- 1932 - Maksimilian Aleksandrovič Vološin, poeta russo (n. 1877)
- 1933 - Pietro Albertoni, fisiologo e politico italiano (n. 1849)
- 1933 - Vittorio Matteo Corcos, pittore italiano (n. 1859)
- 1933 - Mohammed Nadir Shah, sovrano afghano (n. 1883)
- 1933 - Henri Smulders, velista olandese (n. 1863)
- 1934 - James Mark Baldwin, psicologo statunitense (n. 1861)
- 1934 - Nils Forsberg, pittore svedese (n. 1842)
- 1934 - Ilmari Keinänen, ginnasta finlandese (n. 1887)
- 1934 - Carlos Chagas, batteriologo e igienista brasiliano (n. 1879)
- 1935 - Charles Bambridge, calciatore inglese (n. 1858)
- 1935 - Carlo Feltrinelli, imprenditore e banchiere italiano (n. 1881)
- 1935 - Elisabeth Förster-Nietzsche, tedesca (n. 1846)
- 1935 - Charles Kingsford Smith, aviatore australiano (n. 1897)
- 1935 - Paolo Orsi, archeologo italiano (n. 1859)
- 1936 - Fortunato Cesari, militare e aviatore italiano (n. 1912)
- 1936 - Gaetano Devitofrancesco, militare e aviatore italiano (n. 1912)
- 1936 - Victor Lardanchet, rugbista a 15 francese (n. 1863)
- 1936 - Cesare Laurenti, pittore, scultore e architetto italiano (n. 1854)
- 1936 - Manuel Sanz Domínguez, religioso spagnolo (n. 1888)
- 1937 - Francis de Croisset, drammaturgo, librettista e scrittore belga (n. 1877)
- 1937 - Giovanni De Briganti, aviatore e militare italiano (n. 1892)
- 1940 - Evandro Chagas, radiologo e cardiologo brasiliano (n. 1905)
- 1940 - Arthur Vierendeel, ingegnere belga (n. 1852)
- 1941 - Philip Breitmeyer, politico statunitense (n. 1864)
- 1941 - Walter Claus-Oehler, calciatore tedesco (n. 1897)
- 1941 - Louis Josserand, giurista francese (n. 1868)
- 1941 - Gaetano Mosca, giurista, politico e politologo italiano (n. 1858)
- 1942 - Angelo Gandolfi, attore italiano (n. 1886)
- 1942 - Ėdvard Puchal'skij, regista cinematografico russo (n. 1874)
- 1943 - Giannino Ferrari dalle Spade, giurista italiano (n. 1885)
- 1943 - James Leo Meehan, regista e sceneggiatore statunitense (n. 1891)
- 1943 - Francesco Sciucchi, partigiano, antifascista e medico italiano (n. 1908)
- 1944 - André Abegglen, allenatore di calcio e calciatore svizzero (n. 1909)
- 1944 - Bedřich Fritta, artista ceco (n. 1906)
- 1944 - Emanuele Lena, militare, partigiano e antifascista italiano (n. 1920)
- 1944 - Walter Nowotny, aviatore austriaco (n. 1920)
- 1944 - Maurice Paléologue, diplomatico, storico e scrittore francese (n. 1859)
- 1945 - August von Mackensen, generale tedesco (n. 1849)
- 1946 - Pablo Salinas, pittore spagnolo (n. 1871)
- 1947 - Mariano Benlliure, scultore spagnolo (n. 1862)
- 1947 - Constantin Sănătescu, generale e politico rumeno (n. 1885)
- 1948 - Pietro Ferdinando d'Asburgo-Lorena, nobile e militare austriaco (n. 1874)
- 1949 - Marguerite Gachet, modella francese (n. 1869)
- 1950 - Frederik Poulsen, archeologo danese (n. 1876)
- 1951 - Aldo Moratti, religioso italiano (n. 1887)
- 1952 - Vladimiro Arangio-Ruiz, filosofo e grecista italiano (n. 1887)
- 1952 - Gino Fano, matematico italiano (n. 1871)
- 1953 - Ivan Alekseevič Bunin, scrittore e poeta russo (n. 1870)
- 1953 - Mečislovas Reinys, arcivescovo cattolico, politico e psicologo lituano (n. 1884)
- 1954 - Víctor Borja, cestista messicano (n. 1912)
- 1954 - Alberto Gentili, musicologo e compositore italiano (n. 1873)
- 1954 - Alberto Martini, disegnatore, pittore e incisore italiano (n. 1876)
- 1954 - Luigi Orsini, poeta, scrittore e librettista italiano (n. 1873)
- 1955 - Donatien, regista, attore e scenografo francese (n. 1887)
- 1955 - Musa Ghiatuddin Riayat Shah di Selangor, sovrano malese (n. 1893)
- 1957 - George Quaintance, pittore, scenografo e fotografo statunitense (n. 1902)
- 1958 - Ace Gruenig, cestista statunitense (n. 1913)
- 1959 - Heleno de Freitas, calciatore brasiliano (n. 1920)
- 1959 - William Langer, politico e avvocato statunitense (n. 1886)
- 1960 - Mannig Berberian, scrittrice e cantante armena (n. 1883)
- 1961 - Ferdinand Bie, multiplista norvegese (n. 1888)
- 1961 - Giovanni Ernesto Caporali, sindacalista e politico italiano (n. 1891)
- 1961 - Fritz Haller, sollevatore austriaco (n. 1905)
- 1961 - Herb Vollmer, pallanuotista statunitense (n. 1895)
- 1962 - William Bailey, attore statunitense (n. 1886)
- 1962 - Ferenc Kocsis, calciatore ungherese (n. 1904)
- 1962 - Willis O'Brien, animatore, regista e effettista statunitense (n. 1886)
- 1962 - Jack Reynolds, allenatore di calcio e calciatore inglese (n. 1881)
- 1963 - Giacomo Attilio Cermenati, medico e politico italiano (n. 1881)
- 1963 - Ilmari Joensuu, aviatore e militare finlandese (n. 1916)
- 1964 - Fernand Baldet, astronomo francese (n. 1885)
- 1965 - Cesare Fagiani, poeta italiano (n. 1901)
- 1965 - Emma Gramatica, attrice italiana (n. 1874)
- 1965 - Dorothy Kilgallen, giornalista e conduttrice televisiva statunitense (n. 1913)
- 1966 - Shorty Baker, trombettista statunitense (n. 1914)
- 1966 - André Bloc, architetto, scultore e pittore francese (n. 1896)
- 1966 - Luigi Fabbri, politico, sindacalista e partigiano italiano (n. 1888)
- 1967 - Alberto Carosi, pittore italiano (n. 1891)
- 1967 - Maria Melita di Hohenlohe-Langenburg, principessa tedesca (n. 1899)
- 1968 - Wendell Corey, attore statunitense (n. 1914)
- 1968 - George Dewhurst, sceneggiatore, regista e attore inglese (n. 1889)
- 1968 - Chika Kuroda, chimica giapponese (n. 1884)
- 1968 - Guido Maria Mazzocco, vescovo cattolico italiano (n. 1883)
- 1968 - Eligio Vecchi, calciatore e allenatore di calcio italiano (n. 1910)
- 1969 - Dino Arcangeli, aviatore italiano (n. 1904)
- 1969 - Giuseppe Botteri, politico italiano (n. 1894)
- 1969 - Harry Mallin, pugile britannico (n. 1892)
- 1969 - Dave O'Brien, attore, regista e commediografo statunitense (n. 1912)
- 1969 - Vesto Slipher, astronomo statunitense (n. 1875)
- 1970 - Assuero Teofano Bassi, missionario e vescovo cattolico italiano (n. 1887)
- 1970 - Renzo Cesana, attore, dialoghista e pubblicitario italiano (n. 1907)
- 1970 - Napoleon Hill, scrittore e saggista statunitense (n. 1883)
- 1971 - Francesco Libonati, avvocato e politico italiano (n. 1899)
- 1972 - Daniele Pellissier, fondista e sciatore di pattuglia militare italiano (n. 1904)
- 1972 - Rudolf Šmejkal, calciatore cecoslovacco (n. 1915)
- 1973 - Arthur Stanley Tritton, islamista e storico britannico (n. 1881)
- 1974 - Gabriella Conti Armellini, astronoma italiana (n. 1891)
- 1974 - Valentino Degani, allenatore di calcio e calciatore italiano (n. 1905)
- 1974 - Ivory Joe Hunter, cantante, compositore e pianista statunitense (n. 1914)
- 1975 - Piero Dusio, imprenditore, calciatore e dirigente sportivo italiano (n. 1899)
- 1975 - Syvilla Fort, ballerina, coreografa e insegnante statunitense (n. 1917)
- 1975 - Charles Kieffer, canottiere statunitense (n. 1910)
- 1976 - André Coeuroy, musicologo francese (n. 1891)
- 1976 - Gottfried von Cramm, tennista tedesco (n. 1909)
- 1976 - Giorgio Ferrini, calciatore e allenatore di calcio italiano (n. 1939)
- 1976 - Billy Martin, giocatore di football americano statunitense (n. 1938)
- 1976 - Clara G. McMillan, politica statunitense (n. 1894)
- 1977 - Mario Bernetti, calciatore italiano (n. 1903)
- 1977 - Henri Ey, psichiatra e psicoanalista francese (n. 1900)
- 1977 - Bucky Harris, giocatore di baseball e allenatore di baseball statunitense (n. 1896)
- 1977 - John Longfellow, allenatore di pallacanestro statunitense (n. 1901)
- 1978 - Luigi Bennani, avvocato e politico italiano (n. 1884)
- 1978 - Roberto Capone, attivista e terrorista italiano (n. 1954)
- 1978 - Giuseppe Pagliei, militare e poliziotto italiano (n. 1949)
- 1978 - Jan Paulin, calciatore cecoslovacco (n. 1897)
- 1978 - Norman Rockwell, pittore e illustratore statunitense (n. 1894)
- 1979 - Wilfred Bion, psicoanalista britannico (n. 1897)
- 1979 - Giovanni Girgenti, scrittore e drammaturgo italiano (n. 1897)
- 1979 - Rudolf Rominger, sciatore alpino svizzero (n. 1908)
- 1979 - Aristide Sartor, canottiere italiano (n. 1923)
- 1979 - Yvonne de Gaulle, first lady francese (n. 1900)
- 1980 - Claudio Bincaz, calciatore, rugbista a 15 e velista argentino (n. 1897)
- 1980 - Luigi Carraro, giurista e politico italiano (n. 1916)
- 1980 - Sherman Clark, canottiere statunitense (n. 1899)
- 1980 - Friedo Dörfel, calciatore tedesco (n. 1915)
- 1980 - Aimé-Pierre Frutaz, archeologo e storico italiano (n. 1907)
- 1980 - Julian Wintle, produttore cinematografico e produttore televisivo britannico (n. 1913)
- 1981 - George Nostrand, cestista statunitense (n. 1924)
- 1982 - Jimmy Dickinson, allenatore di calcio e calciatore inglese (n. 1925)
- 1982 - Bruno Gerzelli, calciatore italiano (n. 1925)
- 1982 - Higinio Ortúzar, calciatore e allenatore di calcio cileno (n. 1915)
- 1982 - Gerard Wodarz, calciatore e allenatore di calcio polacco (n. 1913)
- 1983 - James Booker, pianista, compositore e tastierista statunitense (n. 1939)
- 1983 - James Hayden, attore statunitense (n. 1953)
- 1983 - Mordecai Kaplan, rabbino e filosofo statunitense (n. 1881)
- 1983 - Betty Nuthall, tennista britannica (n. 1911)
- 1984 - Ciriaco Errasti, calciatore spagnolo (n. 1904)
- 1984 - Carl Gustav Sparre Olsen, violinista e compositore norvegese (n. 1903)
- 1984 - Ernest Prodolliet, diplomatico svizzero (n. 1905)
- 1984 - Collin Walcott, musicista e compositore statunitense (n. 1945)
- 1985 - Nicolas Frantz, ciclista su strada lussemburghese (n. 1899)
- 1985 - Odd Fredriksen, calciatore norvegese (n. 1921)
- 1985 - Tullio Grassi, calciatore svizzero (n. 1910)
- 1985 - Masten Gregory, pilota automobilistico statunitense (n. 1932)
- 1985 - Duilio Marcante, italiano (n. 1914)
- 1985 - Renato Mocellini, bobbista italiano (n. 1929)
- 1986 - Franz Xaver Dorsch, ingegnere tedesco (n. 1899)
- 1986 - Harry William Holmes, esperantista britannico (n. 1896)
- 1986 - Artur London, politico e scrittore ceco (n. 1915)
- 1986 - Vjačeslav Michajlovič Molotov, politico, diplomatico e rivoluzionario sovietico (n. 1890)
- 1986 - Nils Ramm, pugile svedese (n. 1903)
- 1987 - Giuseppe Cerulli Irelli, politico e ambasciatore italiano (n. 1905)
- 1987 - Boris Goldstein, violinista e insegnante sovietico (n. 1922)
- 1987 - Aage Hellstrøm, nuotatore danese (n. 1920)
- 1988 - Warren Casey, compositore, paroliere e librettista statunitense (n. 1935)
- 1988 - Amilcare Della Noce, calciatore italiano (n. 1905)
- 1988 - Pasquale Epifanio Iannini, poeta, scrittore e paroliere italiano (n. 1906)
- 1988 - Francesco Marzullo, calciatore italiano (n. 1905)
- 1988 - Oskar Rohr, calciatore e antifascista tedesco (n. 1912)
- 1989 - Gino Soldà, alpinista, partigiano e imprenditore italiano (n. 1907)
- 1989 - Leen Vente, calciatore olandese (n. 1911)
- 1990 - Jacqueline Pirenne, archeologa francese (n. 1918)
- 1990 - Wolfgang Schmieder, musicologo tedesco (n. 1901)
- 1991 - François Bourricaud, sociologo francese (n. 1922)
- 1991 - Vittorio Chesi, giornalista italiano (n. 1916)
- 1991 - Domenico Ludovico, generale, aviatore e scrittore italiano (n. 1905)
- 1991 - Ludovico Magrini, giornalista italiano (n. 1937)
- 1991 - Charlotte Moorman, violoncellista e artista statunitense (n. 1933)
- 1992 - Kees Broekman, pattinatore di velocità su ghiaccio olandese (n. 1927)
- 1992 - Larry Levan, disc jockey statunitense (n. 1954)
- 1992 - Ottavio Mai, regista, sceneggiatore e attore italiano (n. 1946)
- 1992 - Red Mitchell, contrabbassista e compositore statunitense (n. 1927)
- 1992 - Pedro Morilla Fuentes, allenatore di pallacanestro brasiliano (n. 1929)
- 1992 - Felice Vischioni, politico italiano (n. 1898)
- 1993 - Marcello Landi, pittore e poeta italiano (n. 1916)
- 1993 - James Moffat, scrittore britannico (n. 1922)
- 1993 - Mario Tedeschi, giornalista e politico italiano (n. 1924)
- 1993 - Andrej Nikolaevič Tichonov, matematico sovietico (n. 1906)
- 1993 - Francisco Zuluaga, allenatore di calcio e calciatore colombiano (n. 1929)
- 1994 - Michael O'Donoghue, sceneggiatore, umorista e attore statunitense (n. 1940)
- 1995 - Oleh Makarov, calciatore sovietico (n. 1929)
- 1995 - Gertrude Messinger, attrice statunitense (n. 1911)
- 1995 - Aimé Nuic, calciatore francese (n. 1912)
- 1996 - Gino Marinuzzi, musicista e compositore italiano (n. 1920)
- 1997 - Qemal Butka, architetto e politico albanese (n. 1907)
- 1997 - Prosper Depredomme, ciclista su strada belga (n. 1918)
- 1997 - Mohammad-Ali Jamalzadeh, scrittore e traduttore iraniano (n. 1892)
- 1997 - Ferenc Medvigy, calciatore sovietico (n. 1943)
- 1998 - Rumer Godden, scrittrice, poetessa e sceneggiatrice inglese (n. 1907)
- 1998 - Jemal Karchkhadze, scrittore georgiano (n. 1936)
- 1998 - Jean Marais, attore francese (n. 1913)
- 1998 - Tullio Zuppet, calciatore italiano (n. 1926)
- 1999 - Lester Bowie, trombettista e compositore statunitense (n. 1941)
- 1999 - Jimmy Coffey, calciatore irlandese (n. 1928)
- 1999 - Mario De Simone, attore italiano (n. 1930)
- 1999 - Jerry Kerr, allenatore di calcio e calciatore scozzese (n. 1912)
- 1999 - Jurij Vasil'evič Malyšev, cosmonauta sovietico (n. 1941)
- 1999 - Leon Štukelj, ginnasta jugoslavo (n. 1898)
- 2000 - Elio Crovetto, attore italiano (n. 1926)
- 2000 - Dupa, fumettista belga (n. 1945)
- 2000 - Dick Morrissey, musicista e compositore britannico (n. 1940)
- 2000 - Józef Pińkowski, politico e economista polacco (n. 1929)
- 2000 - Svetlana Kana Radević, architetta jugoslava (n. 1937)

## XXI secolo(145)
- 2001 - Paolo Bertoli, cardinale e arcivescovo cattolico italiano (n. 1908)
- 2001 - Domenico Borraccino, politico italiano (n. 1928)
- 2001 - Tito Eduque, cestista e allenatore di pallacanestro filippino (n. 1927)
- 2001 - David Jack, farmacologo e chimico scozzese (n. 1924)
- 2001 - Konrads Kalējs, militare lettone (n. 1913)
- 2001 - Richard Kim, karateka e maestro di karate statunitense (n. 1917)
- 2001 - Peter Laslett, storico britannico (n. 1915)
- 2001 - Stanislav Štrunc, calciatore cecoslovacco (n. 1942)
- 2002 - Gianluca Colarusso, dirigente pubblico italiano (n. 1971)
- 2002 - Fernando Font, cestista e allenatore di pallacanestro spagnolo (n. 1915)
- 2002 - Ke Zhao, matematico cinese (n. 1910)
- 2002 - Lawrence Rainey, funzionario statunitense (n. 1923)
- 2003 - Abdirahman Ahmed Ali Tur, politico somalo (n. 1931)
- 2003 - Guy Speranza, cantante statunitense (n. 1956)
- 2004 - Bruno Bettinelli, compositore italiano (n. 1913)
- 2004 - Eddie Charlton, giocatore di snooker australiano (n. 1929)
- 2004 - Lennox Miller, velocista giamaicano (n. 1946)
- 2004 - Vito Napoli, politico italiano (n. 1931)
- 2004 - Angiolo Silvio Ori, giornalista italiano (n. 1922)
- 2004 - Giannantonio Paladini, storico italiano (n. 1937)
- 2005 - Lavinia Bazhbeuk-Melikyan, artista armena (n. 1922)
- 2005 - Francis Cheetham, scrittore britannico (n. 1928)
- 2005 - Bo Högberg, pugile e attore svedese (n. 1938)
- 2005 - Carola Höhn, attrice tedesca (n. 1910)
- 2005 - Alan Arthur Wells, ingegnere britannico (n. 1924)
- 2006 - Roy Bish, rugbista a 15 e allenatore di rugby a 15 gallese (n. 1929)
- 2006 - Ljudmila Meščerjakova, pallavolista sovietica (n. 1938)
- 2006 - Basil Poledouris, compositore statunitense (n. 1945)
- 2006 - Annette Rogers, velocista e altista statunitense (n. 1913)
- 2006 - Sergej Smirnov, pesista russo (n. 1960)
- 2007 - Stephen Fumio Hamao, cardinale e arcivescovo cattolico giapponese (n. 1930)
- 2007 - Bobby Harrop, allenatore di calcio e calciatore inglese (n. 1936)
- 2007 - David G. P. Taylor, diplomatico e politico britannico (n. 1933)
- 2007 - Arthur Thomas, calciatore nordirlandese (n. 1938)
- 2007 - Mario Viglietti, presbitero e docente italiano (n. 1921)
- 2008 - Ueli Berger, designer, architetto e docente svizzero (n. 1937)
- 2008 - Régis Genaux, allenatore di calcio e calciatore belga (n. 1973)
- 2008 - Mieczysław Rakowski, politico polacco (n. 1926)
- 2008 - Florence Wald, infermiera e attivista statunitense (n. 1917)
- 2009 - Pierre Bottero, scrittore francese (n. 1964)
- 2009 - Jerry Fuchs, batterista statunitense (n. 1974)
- 2009 - Armin Gessert, autore di videogiochi tedesco (n. 1963)
- 2009 - Vitalij Lazarevič Ginzburg, fisico sovietico (n. 1916)
- 2009 - Arne Jutner, pallanuotista svedese (n. 1920)
- 2009 - Colin Long, tennista e telecronista sportivo australiano (n. 1918)
- 2009 - Arda Mandikian, soprano greco (n. 1924)
- 2009 - Médard Zanou, calciatore beninese (n. 1986)
- 2010 - Maruzza Astolfi, politica e partigiana italiana (n. 1928)
- 2010 - Quintin Dailey, cestista statunitense (n. 1961)
- 2010 - Jack Levine, pittore e incisore statunitense (n. 1915)
- 2010 - Emilio Eduardo Massera, ammiraglio argentino (n. 1925)
- 2010 - Ottavio Mazzonis, pittore italiano (n. 1921)
- 2010 - Aldo Natoli, politico e antifascista italiano (n. 1913)
- 2010 - Aldo Novelli, conduttore televisivo e conduttore radiofonico italiano (n. 1924)
- 2010 - Addison Powell, attore, produttore televisivo e produttore teatrale statunitense (n. 1921)
- 2011 - Jimmy Adamson, calciatore e allenatore di calcio inglese (n. 1929)
- 2011 - Heavy D, cantante, rapper e attore statunitense (n. 1967)
- 2011 - Valentin Koz'mič Ivanov, allenatore di calcio e calciatore sovietico (n. 1934)
- 2011 - Paolo Lazzotti, calciatore italiano (n. 1941)
- 2011 - Ed Macauley, cestista e allenatore di pallacanestro statunitense (n. 1928)
- 2011 - Giorgio Miazza, calciatore italiano (n. 1938)
- 2011 - Marco Sartori, politico italiano (n. 1963)
- 2011 - Vladimir Šitov, slittinista sovietico (n. 1952)
- 2011 - Bianca Sollazzo, attrice italiana (n. 1922)
- 2012 - Lucille Bliss, attrice e doppiatrice statunitense (n. 1916)
- 2012 - Robert McCallum Blumenthal, matematico statunitense (n. 1931)
- 2012 - Robert Himgi, pallanuotista francese (n. 1922)
- 2012 - Li Moran, attore cinese (n. 1927)
- 2012 - Lee MacPhail, dirigente sportivo statunitense (n. 1917)
- 2012 - Pete Namlook, musicista, produttore discografico e compositore tedesco (n. 1960)
- 2013 - Gisela Bolaños, modella venezuelana (n. 1935)
- 2013 - Simone Marsili, calciatore italiano (n. 1933)
- 2013 - Mario Toffetti, artista italiano (n. 1948)
- 2013 - Paulo de Almeida, calciatore brasiliano (n. 1933)
- 2014 - Adriano Bernacchi, direttore della fotografia italiano (n. 1931)
- 2014 - Phil Crane, politico statunitense (n. 1930)
- 2014 - Luigi Gorrini, militare e aviatore italiano (n. 1917)
- 2014 - Giovan Battista Pirovano, calciatore italiano (n. 1937)
- 2014 - Ernie Vandeweghe, cestista canadese (n. 1928)
- 2015 - Erhard F. Freitag, scrittore tedesco (n. 1940)
- 2015 - Luciano Gallino, sociologo e scrittore italiano (n. 1927)
- 2015 - Branko Kraljević, calciatore jugoslavo (n. 1939)
- 2016 - Bruce Carradine, attore statunitense (n. 1933)
- 2016 - Raoul Coutard, direttore della fotografia francese (n. 1924)
- 2016 - Mario Foglietti, sceneggiatore, regista e critico cinematografico italiano (n. 1936)
- 2016 - Kazimír Gajdoš, calciatore cecoslovacco (n. 1934)
- 2016 - Giorgio Grigolli, politico e giornalista italiano (n. 1927)
- 2016 - Umberto Veronesi, oncologo e politico italiano (n. 1925)
- 2017 - Antonio Carluccio, cuoco, imprenditore e personaggio televisivo italiano (n. 1937)
- 2017 - Charles Tyner, attore statunitense (n. 1925)
- 2017 - Carlo Vetrugno, dirigente d'azienda italiano (n. 1950)
- 2017 - Josip Weber, calciatore croato (n. 1964)
- 2018 - Bartolomé Bennassar, storico francese (n. 1929)
- 2018 - Max Croci, regista italiano (n. 1968)
- 2018 - Marianna Pepe, tiratrice a segno italiana (n. 1979)
- 2018 - Gottfried Weilenmann, ciclista su strada svizzero (n. 1920)
- 2018 - Heather Witzel, cestista canadese (n. 1950)
- 2019 - Fred Bongusto, cantautore e produttore discografico italiano (n. 1935)
- 2019 - Maria Coscia, politica italiana (n. 1948)
- 2019 - Lucette Destouches, danzatrice francese (n. 1912)
- 2019 - Anatolij Krutikov, calciatore e allenatore di calcio sovietico (n. 1933)
- 2020 - Giorgio Da Mommio, politico italiano (n. 1932)
- 2020 - Saeb Erekat, diplomatico e politico palestinese (n. 1955)
- 2020 - Elio Grassi, allenatore di calcio e calciatore italiano (n. 1932)
- 2020 - Chuck Mrazovich, cestista e allenatore di pallacanestro statunitense (n. 1924)
- 2020 - Leopoldo Raimondi, calciatore italiano (n. 1938)
- 2020 - Benedito Roberto, arcivescovo cattolico angolano (n. 1946)
- 2020 - Alex Trebek, conduttore televisivo canadese (n. 1940)
- 2020 - Vanusa, cantante brasiliana (n. 1947)
- 2021 - Rinus Bennaars, calciatore olandese (n. 1931)
- 2021 - Medina Dixon, cestista statunitense (n. 1962)
- 2021 - Pedro Feliciano, giocatore di baseball portoricano (n. 1976)
- 2021 - Enrico Fierro, giornalista e scrittore italiano (n. 1951)
- 2021 - Mike Harris, pilota automobilistico sudafricano (n. 1939)
- 2021 - Vegar Hoel, attore norvegese (n. 1973)
- 2021 - Kazuko Hosoki, astrologa e personaggio televisivo giapponese (n. 1938)
- 2021 - Sylvère Lotringer, critico letterario francese (n. 1938)
- 2021 - Mahlaqa Mallah, ambientalista iraniana (n. 1917)
- 2022 - Anna Maria Bertarini, architetta italiana (n. 1923)
- 2022 - Giuseppe Bono, dirigente d'azienda italiano (n. 1944)
- 2022 - Lee Bontecou, scultrice statunitense (n. 1931)
- 2022 - Mario Joseph Conti, arcivescovo cattolico britannico (n. 1934)
- 2022 - Robert Owen Evans, astronomo australiano (n. 1937)
- 2022 - Will Ferdy, cantante e cabarettista belga (n. 1927)
- 2022 - Claes-Göran Hederström, cantante svedese (n. 1945)
- 2022 - Maurice Karnaugh, informatico e ingegnere statunitense (n. 1924)
- 2022 - Pierre Kartner, cantante, compositore e paroliere olandese (n. 1935)
- 2022 - Dan McCafferty, cantante scozzese (n. 1946)
- 2022 - Daniel Mejías, calciatore andorrano (n. 1982)
- 2022 - Giuseppe Semeraro, politico italiano (n. 1947)
- 2022 - George Young, mezzofondista, siepista e maratoneta statunitense (n. 1937)
- 2022 - Evelyn de Rothschild, imprenditore, filantropo e mecenate britannico (n. 1931)
- 2023 - Valentina Leonidovna Ponomarëva, cosmonauta e ingegnera russa (n. 1933)
- 2023 - Anthony Thirlwall, economista britannico (n. 1941)
- 2023 - Giorgio Veneri, allenatore di calcio e calciatore italiano (n. 1939)
- 2023 - Jean-Pierre Verheggen, scrittore e poeta belga (n. 1942)
- 2023 - Adrian Webster, calciatore inglese (n. 1951)
- 2024 - Michael Eitan, politico israeliano (n. 1944)
- 2024 - Alberto Frizziero, politico, giornalista e imprenditore italiano (n. 1936)
- 2024 - Geneviève Grad, attrice francese (n. 1944)
- 2024 - George Lehmann, cestista e allenatore di pallacanestro statunitense (n. 1941)
- 2024 - Rachid Mekhloufi, calciatore e allenatore di calcio francese (n. 1936)
- 2024 - Rosa Mogliasso, scrittrice italiana (n. 1960)
- 2024 - Ricky Shayne, cantante e attore francese (n. 1944)
- 2024 - June Spencer, attrice britannica (n. 1919)